# غرزيغورز بانفيل
غرزيغورز بانفيل (بالبولندية: Grzegorz Panfil) مواليد 1988 في زابجه، هو لاعب كرة مضرب بولندي بدأ مسيرته كمحترف سنة 2004 يلعب باليد اليسرى ويحتل حالياً المرتبة رقم. 321 (9 فبراير 2015) في تصنيف رابطة محترفي كرة المضرب. أعلى تصنيف له في الفردي كان المركز الـ 279 في سنة 2009. أعلى تصنيف له في الزوجي كان المركز الـ 278 في سنة 2009.

## روابط خارجية
- غرزيغورز بانفيل على موقع رابطة محترفي التنس (الإنجليزية)
- غرزيغورز بانفيل على موقع الاتحاد الدولي لكرة المضرب (الإنجليزية)
- غرزيغورز بانفيل على موقع كأس ديفيز (الإنجليزية)
- غرزيغورز بانفيل على موقع خلاصة التنس.كوم (الإنجليزية)
- غرزيغورز بانفيل على موقع إي إس بي إن.كوم (الإنجليزية)